# وين أونغ
وين أونغ هو دبلوماسي وسياسي ميانماري، ولد في 28 فبراير 1944 في داوي في ميانمار، وتوفي في 4 نوفمبر 2009 في Insein Prison ‏ في ميانمار. انتخب سفير وانتخب Minister of Foreign Affairs (Myanmar) ‏.